# Duzdagi
Duzdagi – miejscowość w regionie Araxe w Azerbejdżanie.
W miejscowości odkryto kopalnię soli eksploatowaną już około 4500 lat p.n.e. Około 1000 lat później eksploatacja kopalni stała się intensywna.